# أفكشت (فشارود)
أفكشت (بالفارسية: افکشت) هي مستوطنة تقع في إيران في قسم فشارود الريفي. يقدر عدد سكانها بـ 170 نسمة .